# Szentistván
Szentistván är en ort i Ungern.   Den ligger i provinsen Borsod-Abaúj-Zemplén, i den centrala delen av landet, 120 km öster om huvudstaden Budapest. Szentistván ligger 96 meter över havet och antalet invånare är 2 629.
Terrängen runt Szentistván är mycket platt. Runt Szentistván är det ganska glesbefolkat, med 40 invånare per kvadratkilometer. Närmaste större samhälle är Mezőkövesd, 8,3 km nordväst om Szentistván. Trakten runt Szentistván består till största delen av jordbruksmark.